# DeVonta Smith
DeVonta Smith (Amite City, Luisiana, Estados Unidos; 14 de noviembre de 1998) es un jugador profesional de fútbol americano. Juega en la posición de wide receiver y actualmente milita en las filas de los Philadelphia Eagles de la National Football League (NFL).
Jugó a nivel universitario en Alabama, donde fue campeón nacional dos veces. En 2020 fue galardonado con el Trofeo Heisman y al año siguiente fue elegido por los Eagles en la primera ronda del Draft de la NFL.

## Carrera

### Universidad
Debutó con Alabama el 16 de septiembre de 2017 ante Colorado State. En su año freshman logró ocho recepciones para 160 yardas y tres touchdowns, incluyendo el que le dio la victoria a Alabama ante Georgia en la final nacional.
Smith fue galardonado con el Trofeo Heisman en 2020 por delante de Trevor Lawrence y Mac Jones en las votaciones, convirtiéndose en el primer wide receiver en recibir el premio desde Desmond Howard en 1991. Una vez cumplido su ciclo universitario, se presentó al Draft de la NFL de 2021.

#### Estadísticas
|         | Denota temporada en la que fue campeón de la NCAA |
| Negrita | Máximo de carrera                                 |

| Año   | Equipo  | Partidos | Partidos | Recepción | Recepción | Recepción | Recepción | Carrera | Carrera | Carrera | Carrera |
| Año   | Equipo  | PJ       | PT       | Rec       | Yds       | Avg       | TD        | Att     | Yds     | Avg     | TD      |
| ----- | ------- | -------- | -------- | --------- | --------- | --------- | --------- | ------- | ------- | ------- | ------- |
| 2017  | Alabama | 8        |          | 8         | 160       | 20        | 3         | 0       | 0       | 0       | 0       |
| 2018  | Alabama | 13       |          | 42        | 693       | 16,5      | 6         | 0       | 0       | 0       | 0       |
| 2019  | Alabama | 13       |          | 68        | 1256      | 18,5      | 14        | 0       | 0       | 0       | 0       |
| 2020  | Alabama | 13       |          | 117       | 1856      | 15,9      | 23        | 4       | 6       | 1,5     | 1       |
| Total | Total   | 47       |          | 235       | 3965      | 16,9      | 46        | 4       | 6       | 1,5     | 1       |

Fuente: Sports Reference.

### NFL

#### Philadelphia Eagles
DeVonta Smith fue elegido en la décima posición del Draft de 2021 por los Philadelphia Eagles, quienes hicieron un traspaso con los Dallas Cowboys para subir dos puestos para poder elegirle.
Hizo su debut en la NFL el 12 de septiembre de 2021 ante los Atlanta Falcons. En ese partido, en su primera recepción, logró el primer touchdown de su carrera como profesional al atrapar un pase de dieciocho yardas de Jalen Hurts.

## Estadísticas

### Temporada regular
| Negrita | Máximo de carrera |

| Año   | Equipo | Partidos | Partidos | Recepción | Recepción | Recepción | Recepción | Carrera | Carrera | Carrera | Carrera |
| Año   | Equipo | PJ       | PT       | Rec       | Yds       | Avg       | TD        | Att     | Yds     | Avg     | TD      |
| ----- | ------ | -------- | -------- | --------- | --------- | --------- | --------- | ------- | ------- | ------- | ------- |
| 2021  | PHI    |          |          |           |           |           |           |         |         |         |         |
| Total |        |          |          |           |           |           |           |         |         |         |         |